# Erethizontidae
Los eretizóntidos (Erethizontidae) son una familia de roedores histricomorfos conocidos vulgarmente como puercoespines del Nuevo Mundo. Son grandes roedores caracterizados por estar cubiertos de una capa de espinas, rasgo al que alude su nombre común. Su área de distribución se extiende desde el sur de la Patagonia hasta Norteamérica, abarcando toda Andes, Brasil y el archipiélago del Caribe. Los puercoespines del Viejo Mundo o euroasiáticos, por su otra parte, pertenecen a la familia Hystricidae.

## Géneros
Se han descrito las siguientes subfamilias y géneros:
- Subfamilia Chaetomyinae
  - Género Chaetomys
- Subfamilia Erethizondinae
  - Género Coendou
  - Género Erethizon
  - Género Sphiggurus